# Lophocratia
De Lophocratia zijn een groep pterosauriërs behorend tot de Pterodactyloidea.
De Britse paleontoloog David Unwin bemerkte in zijn kladistische analyses dat de Ctenochasmatoidea, Dsungaripteroidea en Azhdarchoidea samen een klade, een monofyletische afstammingsgroep vormden. In 2003 benoemde hij deze groep als de Lophocratia ("zij die in hun kuif allen overtreffen" of "kamkrachtigen"), een verwijzing naar de vaak grote schedelkammen bij de soorten van deze groep. Overigens dacht Unwin ten onrechte dat kratos "hoofd" betekende in plaats van "kracht" en de samenstelling zoiets als "kamkoppen". Unwin definieerde de klade als: de groep bestaande uit de laatste gemeenschappelijke voorouder van Pterodaustro guinazui en Quetzalcoatlus northropi en al zijn afstammelingen.
Unwin gaf de volgende twee synapomorfieën, gedeelde nieuwe eigenschappen, van de groep: het bezit van een langgerekt aanhechtingspunt op het opperarmbeen voor de musculus deltoides; het bezit van een hoge schedelkam.
Binnen de analyses van Alexander Kellner en Brian Andres zijn de Tapejaroidea en Ctenochasmatoidea geen zustergroepen zodat het begrip Lophocratia daar zinloos is, want samenvallend met al bekende hogere taxa.
De Lophocratia moeten zich al in het midden-Jura hebben afgesplitst.